# Oscar (Bologna)
Oscar is een historisch merk van bromfietsen en motorfietsen.
De bedrijfsnaam was Motocicli Oscar, Rastignano, Bologna.
Italiaans merk dat in 1965 op de markt verscheen met lichte motorfietsen en bromfietsen, voorzien van 47,6 -, 49- en 84 cc Franco Morini-blokjes.